# Барсуков, Александр Николаевич
Александр Николаевич Барсуков (1891—1958) — русский учёный-математик, педагог.

## Биография
Родился 29 марта 1891 года[по какому календарю?] в селе Ильинском Судогодского уезда Владимирской губернии (ныне Селивановского района Владимирской области). Отец, рабочий стекольного завода, с трудом содержал большую семью (у него было три сына и четыре дочери), и Александра отдали на воспитание родственникам. Получив начальное образование, он в 1906 году поступил в учительскую семинарию, которую не окончил из-за ареста в 1907 году за участие в подпольной организации учащихся (в которой также состояли П. Сорокин и Н. Кондратьев). И хотя из-под ареста его вскоре освободили, однако из семинарии исключили.
Уехав в Москву, он подготовился к сдаче экстерном экзамена на аттестат зрелости; в 1909 году успешно его выдержал и в том же году поступил на физико-математический факультет Московского университета. Зарабатывал на жизнь и учёбу репетиторством, помогая и родителям. В 1911 году за участие в студенческих волнениях его исключили из университета, но с большим трудом он восстановился и успешно окончил его.
С 1914 года он преподавал физику и математику в Ковровском реальном училище, где инспектором училища был учитель физики Григорий Иванович Фалеев. В это время он написал свою первую научную работу «О представлении целого числа в виде суммы ряда последовательных нечётных чисел», которая была опубликована журнале «Математическое образование» (1915. — № 4).
В 1916 году он вступил в революционную молодежную организацию «Клуб якобинцев», а после Февральской революции 1917 года стал членом РСДРП(б) и был избран председателем ковровского Совета рабочих депутатов. Впоследствии он был комиссаром по просвещению и заведующим городского и уездного отделами народного образования (1918—1920).
В 1920 году А. Н. Барсуков открыл в Коврове первый в губернии рабфак и вечерний университет, где преподавал математику. В 1921 году его избрали в губком РКП(б), а через год перевели во Владимир, где он также создал рабфак, став его заведующим и преподавателем математики.
В 1927 году его вызвали в Москву и поручили создать Центральные курсы профдвижения. С 1931 по 1934 годы Барсуков был заведующим кафедрой математики Экономического института красной профессуры. Затем Барсуков был деканом физико-математического факультета МГУ, заместителем ректора университета по учебной части.
В 1932—1936 и 1942—1946 годах он был заместителем начальника и главным редактором Учебно-педагогического издательства.
С 1934 года он редактировал журнал «Математика и физика в школе», а с 1937 года — «Математика в школе».
В Великую Отечественную войну он добровольцем участвовал в московском ополчении.
В 1948—1957 годах он преподавал математику в Московском педагогическом институте им. Ленина; работал в научно-исследовательском институте политехнического образования, Московском городском институте усовершенствования учителей.
А. Н. Барсуков — автор многих научно-педагогических работ и школьных учебников. Им было написано более 30 работ по различным разделам алгебры.
Был награждён двумя орденами «Знак Почёта», медалью Ушинского, значком «Отличника просвещения».
Умер А. Н. Барсуков 21 апреля 1958 года. Похоронен на Новодевичьем кладбище.
Совет Министров РСФСР Постановлением № 372 от 20 июня 1973 года присвоил имя А. Н. Барсукова средней общеобразовательной школе № 1 г. Коврова.